# Sierra Leone Women’s Premier League
Die Sierra Leone Women’s Premier League (SLWPL) ist die höchste Liga des Frauen-Fußballs in Sierra Leone. Sie wird von der Sierra Leone Football Association (SLFA) organisiert und wurde erstmals 2022 ausgetragen.
Der erste professionelle Frauenfußball für Vereinsmannschaften wurde Anfang der 1990er Jahre gespielt, erreichte aber danach nie wieder einen offiziellen Status. Bereits 2019 gab es Versuche, eine Frauenfußball-Liga (National Female League, First Lady Trophy) wieder professionell durchzuführen.

## Saisons
- Sierra Leone Women’s Premier League 2022/23
- Sierra Leone Women’s Premier League 2023/24

## Ehemalige Austragungen
Bereits 1992 wurde die erste Frauenliga in Sierra Leone ausgetragen. Danach folgten in unregelmäßigen Abständen Ligen, die jedoch zum Großteil keinen offiziellen Status hatten.
Meister
- 1992/93: Soccer Queens
- 1993/94: East End Lioness
- 2000: East End Lioness
- 2001: East End Lioness
- 2005: Sierra Leone Armed Forces
- 2006: East End Lioness
- 2008: Buck United
- 2009: Soccer Angels
- 2012: Sierra Leone Police
- 2014: Suba United
- 2017: Rising Queens
- 2019: Mahmoud
- 2020/21: Suba United